# Isóstero
Se le llama isósteros a todas aquellas moléculas o iones con el mismo número de átomos y/o el mismo número de electrones de valencia.
Algunos ejemplos de isósteros son:
- sodio e hidrógeno
- dióxido de carbono (CO2) y óxido nitroso (N2O)
- silicio y carbono

El concepto de isóstero fue planteado por Irving Langmuir en el año 1919, y luego modificado por Grimm. Erlenmeyer extendió el concepto a los sistemas biológicos en 1932. Típicamente se suelen identificar como isósteros a aquellos átomos, iones o moléculas que tienen idénticas capas electrónicas externas, esta definición ha sido ampliada en los últimos tiempos para incluir grupos funcionales que sulen producir actividades biológicas similares. Parte de la evidencia que valida esta noción fue la observación de propiedades físicas y químicas similares en pares de compuestos como el benceno y tiofeno, tiofeno y furano e inclusive benceno y piridina.
Un compuesto biológico que contiene un isóstero es llamado bioisóstero. Este término es utilizado con mucha frecuencia en el diseño y elaboración de drogas ya que en ocasiones el bioisóstero puede ser reconocido y aceptado por el organismo aunque sus funciones pueden ser diferentes en comparación con el compuesto "padre".
Isósteros no-clásicos son aquellos átomos o grupos de átomos que no tienen la misma valencia aunque exhiben propiedades fisicoquímicas similares.